# Hiobs-Hospital

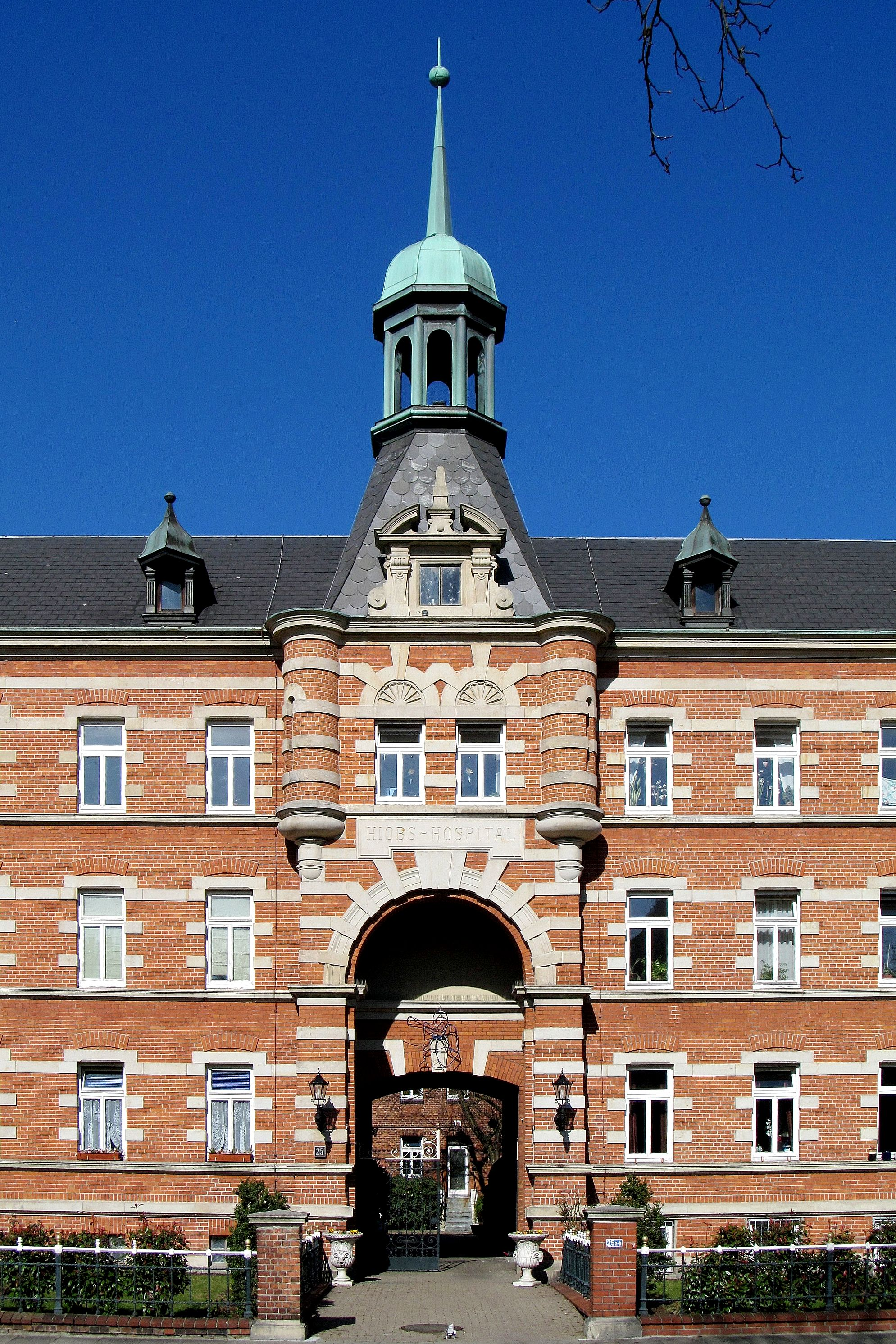
Hiobs-Hospital, Eingangsportal

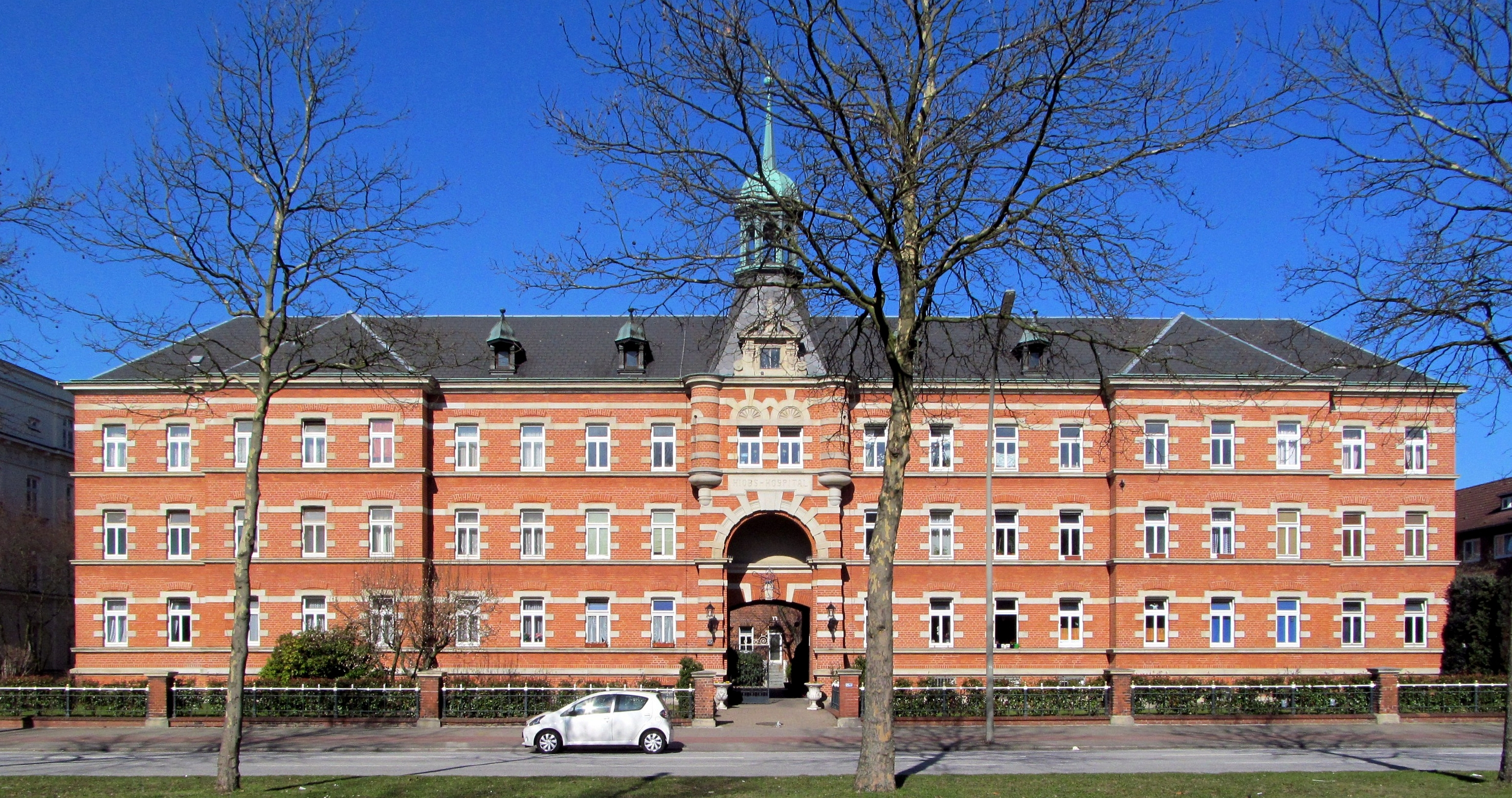
Gesamtansicht von der Bürgerweide

Das Hiobs-Hospital ist eine 1505 gegründete mildtätige Stiftung in Hamburg. Ursprünglich als Unterkunft für Syphilis-Kranke an der heutigen Spitalerstraße errichtet, wurde es nach der Gründung des Allgemeinen Krankenhauses St. Georg 1824 in ein Wohnstift für alte Frauen umgewandelt und zog 1884 in einen Neubau an der Bürgerweide im Stadtteil Borgfelde. Der vierflügelige Backsteinkomplex von Manfred Semper und Karl Friedrich Phillip Krutisch steht seit 2005 unter Denkmalschutz.

## Geschichte

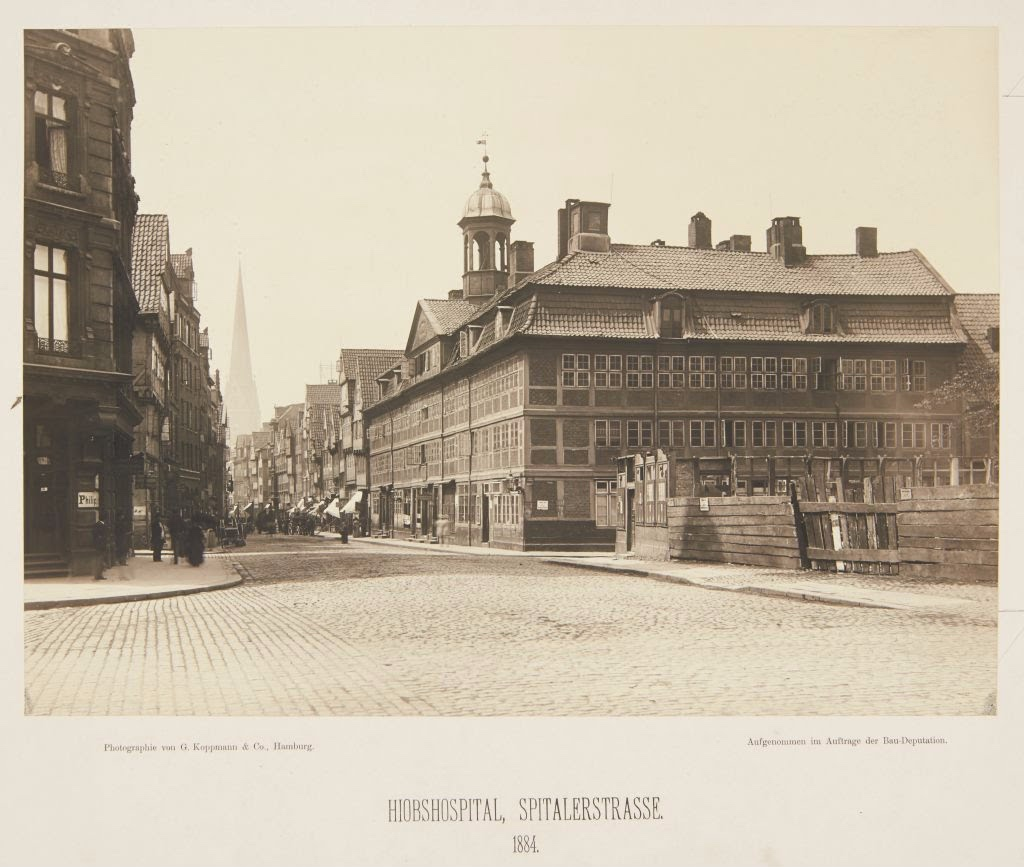
Das alte Hospitalgebäude in der Spitalerstraße vor dem Abriss, der charakteristische Glockenturm wurde als Zitat in den Neubau übernommen.

Für 1498 ist ein Auftreten der Syphilis erstmals in Hamburg belegt. Hans Treptow, Oberalter der Bruderschaft der Fischer, Krämer und Höker, versorgte die Kranken zunächst auf eigene Kosten im eigenen Haus. Zwischen 1505 und 1510 wurde mit Unterstützung der Bruderschaft das erste „Pockenhus“ beim Spitaler Tor errichtet. Mit „Pocken“ war im 16. und 17. Jahrhundert jedoch allgemein die Syphilis gemeint, erst später wurde der Begriff auf die heute so bezeichnete Krankheit übertragen.
Das Hospital nahm anfangs ausschließlich alleinstehende und mittellose Kranke auf, erst später wurde es wie in anderen Hospitälern üblich, dass sich auch Wohlhabende und Gesunde in das Hospital einkauften, um im Alter versorgt zu sein (sog. Pfründner). Die Verwaltung oblag den Vorstehern der Bruderschaft, die nach der Reformation mit dem Hospitalverband verschmolz. Die enge Bindung an die Bruderschaft ist vermutlich auch der Grund dafür, dass das Hiobs-Hospital im Unterschied zu andern geistlichen Stiftungen damals nicht unter die Aufsicht des Oberalten-Kollegiums fiel, sondern seine Unabhängigkeit bewahren konnte. 1742–1745 wurde das alte „Pockenhus“ durch einen vergrößerten Neubau an der Ecke Spitalerstraße/Kurze Mühren ersetzt, ein nochmaliger Ausbau erfolgte 1791/92.
Dennoch konnte die steigende Zahl der Insassen kaum bewältigt werden, zumal die Polizei zunehmend dazu überging, auch Gefangene, aufgegriffene Bettler, „liederliche Frauenzimmer“ und andere Personen mit „venerischen Leiden“ in das Hospital zu überstellen. Während der französischen Besatzung 1806–1814 verschlimmerte sich die Lage weiter, so dass 1814 ein Teil des Werk- und Zuchthauses als „Kurhaus“ für die Kranken umgebaut wurde. Damit endete der Krankenhaus-Zweig des Hospitals, das 1824 endgültig in ein Wohnstift für alte Frauen umgewandelt wurde.
Nach dem Stadtbrand von 1842 ging der Hamburger Senat schrittweise daran, die zahlreichen Wohnstifte aus der Innenstadt in die damaligen Vororte umzusiedeln. Im Tausch für ihre innerstädtischen Grundstücke erhielten sie Bauplätze vor allem in St. Georg, Borgfelde und Hohenfelde zugewiesen. Nachdem so auch das Hiobs-Hospital 1884 in einen Neubau an der Bürgerweide umgezogen war, wurde das alte Hospitalgebäude abgerissen, um Platz für den Bau einer Schule zu schaffen.
Das Museum für Hamburgische Geschichte besitzt ein wertvolles Kruzifix aus dem alten Hiobs-Hospital, das früher Meister Bertram zugeschrieben wurde, dendrochronologischen Untersuchungen zufolge aber erst um 1420, also einige Jahre nach Bertrams Tod entstand.

## Heutiger Bau

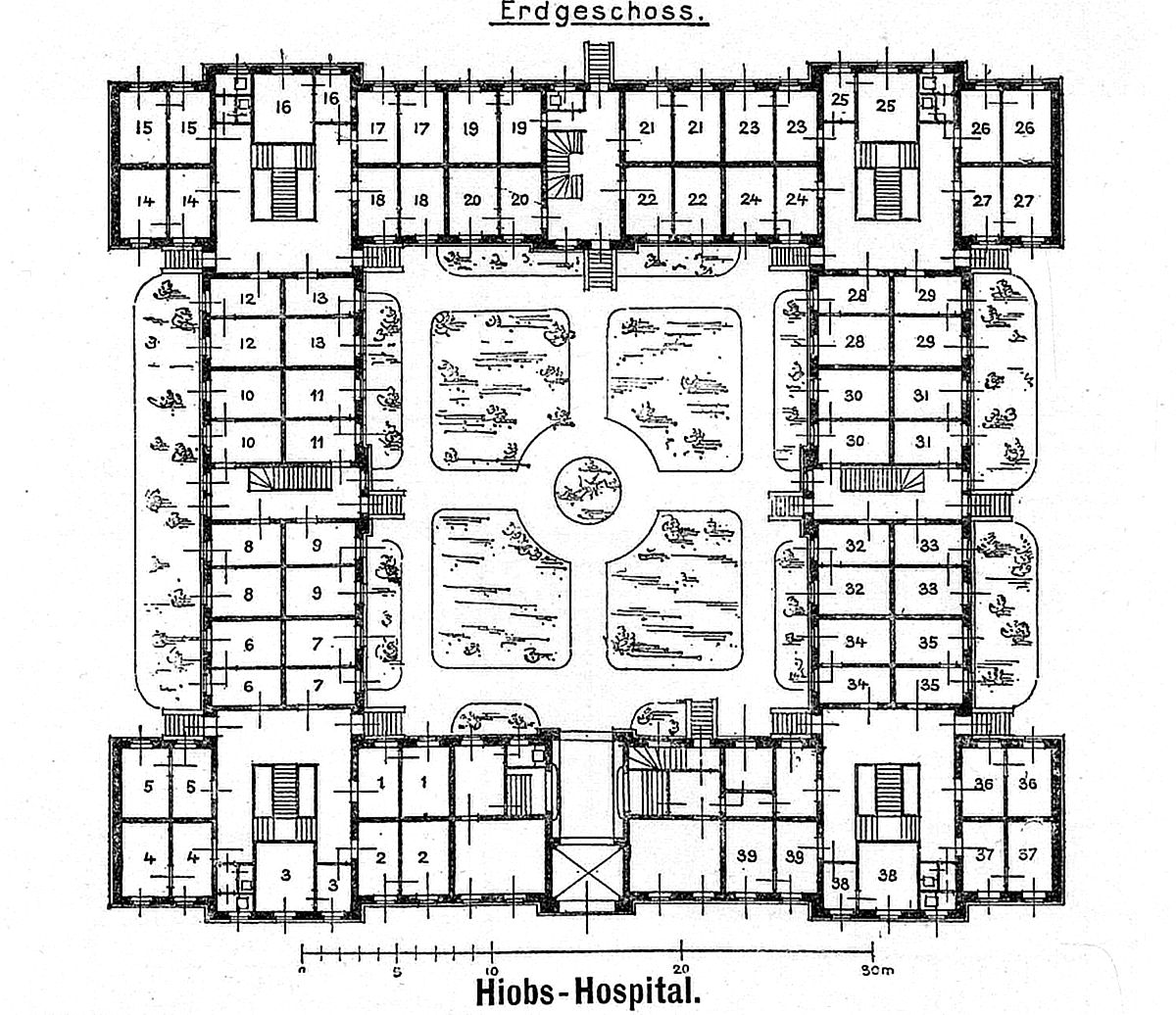
Grundriss aus Hamburg und seine Bauten (1890)

Der 1884 für 200.000 Mark errichtete Neubau ist eine annähernd quadratische Vierflügelanlage (äußere Kantenlänge ca. 50 × 45 Meter) um einen Innenhof. Er enthielt ursprünglich 143 Kleinstwohnungen (je 1 Wohnküche und 1 Zimmer) in acht separaten Hauseinheiten.
Der vollständig in rotem Backstein ausgeführte Bau ist zur Straße hin mit zusätzlichen Sandsteinornamenten und drei Risaliten versehen, von denen der mittlere mit dem Namenszug über einem Torbogen festungsartig hervorspringt. Der auffällige Dachreiter ist ein Zitat des Vorgängerbaus an der Spitalerstraße.